# Leonard Eisenbud
Pour les articles homonymes, voir Eisenbud.
Leonard "Leon" Eisenbud (né le 3 août 1913 à Elizabeth, New Jersey, et décédé le 13 novembre 2004 à Haverford, Pennsylvanie) est un physicien américain, spécialiste de physique théorique.

## Biographie
Eisenbud étudie à l'Université Union à New York où il obtient son Baccalauréat universitaire, en 1935. Il travaille une année en 1940/1941 à l'Institute for Advanced Study. Durant la Seconde Guerre mondiale, il est affecté à la recherche radar au Radiation Lab du Massachusetts Institute of Technology (1943-1946) ; il est titulaire d'un doctorat en Physique théorique en 1948 auprès d'Eugene Wigner à l'Université de Princeton. Il est en butte à des difficultés durant le Maccarthysme pour trouver un emploi à l'université, et de 1948 à 1958, il travaille à la Bartol Research Foundation, en Pennsylvanie. En 1958, il part en tant que professeur à l'Université d'État de New York à Stony Brook, où il fonde la faculté de Physique. Il est de 1958 à 1962 et de 1968 à 1969 membre du conseil d'administration de la Faculté. En 1983, il est professeur émérite.
Eisenbud est un ami de Paul Erdős. Il a écrit une Introduction à la physique nucléaire avec Wigner.
Il est le père du mathématicien David Eisenbud. Les Conférences Eisenbud à l'Université Brandeis portent son nom (et il les a offertes). Eisenbud est membre de la Société américaine de physique.

## Prix Eisenbud
Le prix Eisenbud décerné par l'American Mathematical Society porte son nom.

## Publications
- avec Eugene Wigner Nuclear Structure, Princeton University Press, 1958.
- Conceptual Foundations of Quantum Mechanics. Van Nostrand Reinhold 1971, AMS Chelsea Publ. 2007.